# آلساندرو آنتونلی
 آلساندرو آنتونلی (انگلیسی: Alessandro Antonelli؛ ۱۴ ژوئیهٔ ۱۷۹۸ – ۱۸ اکتبر ۱۸۸۸) یک معمار اهل ایتالیا بود. 